# Chlorodrepana cryptochroma
Chlorodrepana cryptochroma är en fjärilsart som beskrevs av Louis Beethoven Prout 1913. Chlorodrepana cryptochroma ingår i släktet Chlorodrepana och familjen mätare. Inga underarter finns listade i Catalogue of Life.